# カルロス・サルセード
カルロス・サルツェード（Carlos SalzèdoまたはCarlos Salzedo、1885年4月6日 - 1961年8月17日）はアメリカ合衆国のハープ奏者・作曲家・指揮者・ピアニスト・教育者。フランスのアルカション生まれだが民族的にはスペイン人である。ハープの歴史上、最も偉大なヴィルトゥオーソのひとりに数えられるが、またエドガー・ヴァレーズの盟友として前衛音楽の普及に尽力したことでも名を残している。
音楽家一家に生まれる。ショパンの弟子にピアノの指導を受けており、パリ音楽院を16歳で卒業したとき、ピアノとハープの両方で首席に輝いている。
進歩主義者であったため、ハープの新しいレパートリーを捜し求め、新しい様式による新作を委嘱し、創作した。サルセード自身の作曲様式は後期ロマン派様式から印象主義音楽を経て、彼独自の新しい様式へと推移している。ラヴェルの《序奏とアレグロ》を主要なオーケストラと共演して、米国に紹介するとともに、その人気に火をつけた。ソリストとしては、フィラデルフィア管弦楽団のようなオーケストラと定期的に共演する一方で、演奏旅行に取り組んでいる。また室内楽奏者としては、ハープ合奏団のリーダーを務め、あるいはフルート、チェロ、ハープによる三重奏団を結成している。
1920年代における活躍は、その成果ゆえに驚異的である。その頃のサルセードは著名人であった。ほかならぬヴァージル・トムソンによって、先駆者ゆえに、また魅力的な演奏ゆえに、ワンダ・ランドフスカに並び賞されたほどであった。サルセードは現代音楽ばかりでなく、たとえばフランス・バロック音楽のような歴史的な曲目も積極的にプログラムに載せた。
サルセードの開発した新しいハープの奏法には、爪で弦をこするグリッサンドやトレモロ、弦の根元を弾きながらほぼ同時に胴を拳骨で叩くなどがある。これらの奏法はサルセード自身の親しみやすい小品の中で試された後、ルチアーノ・ベリオの『セクエンツァII』、武満徹の『ノヴェンバー・ステップス』などの前衛的な現代音楽の中にも応用されている。
サルセードは3回結婚している。最初に声楽家のヴィオラ・グラム、次に弟子のリュシール・ローレンス、そして演奏仲間のマージョリー・コールとである。
サルセードの発案になる2台型ハープは、今なおライオン＆ヒーリー社（Lyon & Healy）により製造されている。
サルセードはカーティス音楽院ハープ科を振り出しに教壇に立ち、メイン州キャムデンにおいて、サルセード・ハープ・コロニーをリュシール・ローレンスと共宰した。